# 受胎告知 (エル・グレコ、1570年)

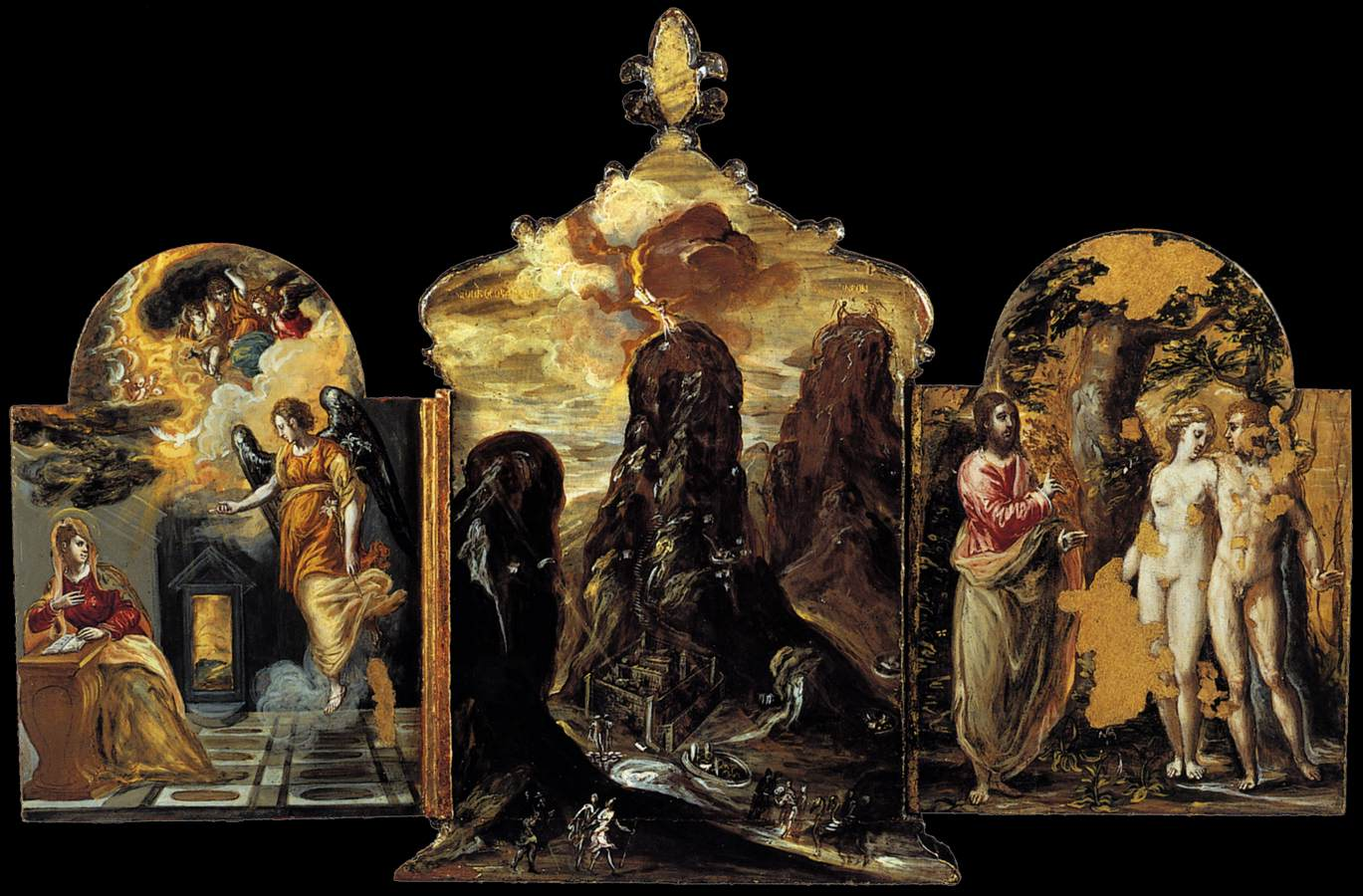
エル・グレコ『モデナの三連祭壇画』(エステンセ美術館)

『受胎告知』(じゅたいこくち、西: La Anunciación、英: Annunciation) は、ギリシア・クレタ島出身のマニエリスム期のスペインの巨匠エル・グレコがヴェネツィア滞在時の終わり頃の1570-1572年に制作した板上の油彩画である。サイズが小さいことから習作か工房用の雛型であった可能性が指摘されている。「受胎告知」を単独の主題とする最初の作品であり、この作品以降も画家は繰り返しこの主題に取り組んでいる (エル・グレコの『受胎告知』を参照)。本作はかつてマドリードにあったトリニダード美術館に由来し、トリニダード美術館がプラド美術館と合併した際にプラド美術館に収蔵され、現在、同美術館に展示されている。

## 解説
本作の主題である「受胎告知」は、『新約聖書」中の「ルカによる福音書」(1章34-35) に記述されている。画面では、左側にいる聖母マリアが3段の階段の上で書見台の前に跪き、右側にいる大天使ガブリエルから聖霊により神の子イエス・キリストを身ごもったことを告げられて驚いている様子が描かれている。画面上方では幼児の姿の天使たちが聖霊の鳩を取り巻いている。
本作の構図は、1567-1568年制作の『モデナの三連祭壇画』(エステンセ美術館) 左パネルの「受胎告知」で試みた構図に類似している。きわめてヴェネツィア的な作品の構想は、16世紀ヴェネツィア派の巨匠ティツィアーノの『受胎告知』(トレヴィーゾ大聖堂) を想起させる。ヴェネツィア派からの影響は、ジュリオ・ボナソーネやジョルジョ・ギージの版画から借りた聖母の類型、透視図法で描かれたウィトルウィウスの記述に基づくモニュメンタルな古代建築にも見て取れる。また、屋内のタイル床とその先にある街路で奥行きを表現する技法は、やはり16世紀ヴェネツィア派の巨匠ティントレットが得意としたものである。入念に仕上げられた作品で、衣装の細かい動きを正確に描写する柔らかく繊細な筆致と、人物の頭部と背景を描写するより簡潔な筆致で描かれている。大天使ガブリエルの衣服や雲の切れ間から聖霊の鳩に降り注ぐ光に見られる黄金色を初めとする華やかな色彩には画家が最初期に習得したビザンチン美術の名残が見られる。
なお、エル・グレコは本作以後、イタリア時代にさらに2点の『受胎告知』を描いている。これらの『受胎告知』は、すべてモデナの作品同様、大天使ガブリエルが画面右手から現れるという舞台設定、マリアとガブリエルの位置、姿勢、タイルを敷いた床など本作と多くの共通点を持つ。カタルーニャ美術館の作例は、基本的に本作と相違はない。しかし、ティッセン＝ボルネミッサ美術館の作品は本作と違い、背後は低い壁で遮られている。

## エル・グレコのイタリア時代の『受胎告知』

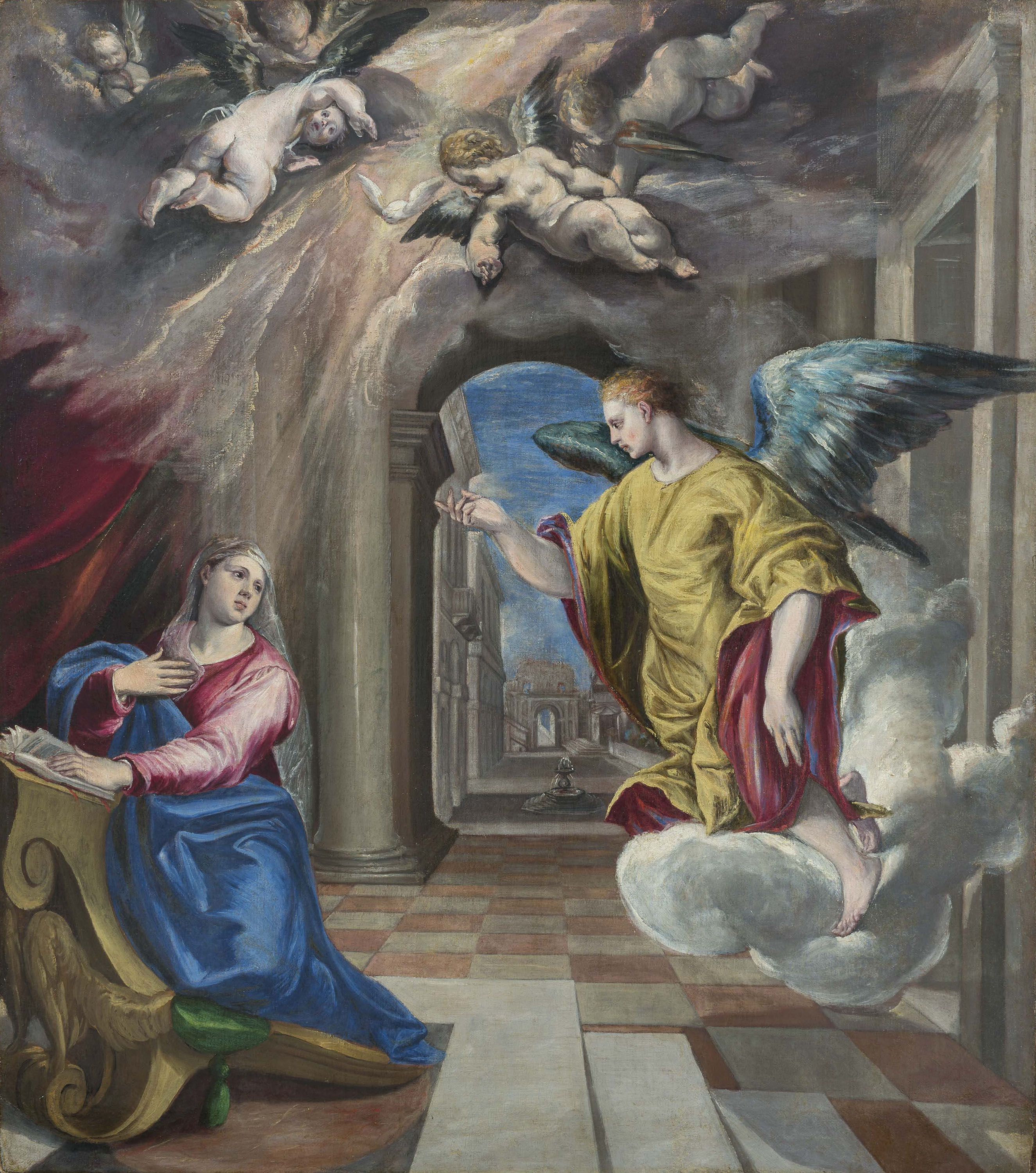
エル・グレコ『受胎告知』（1576年頃）カタルーニャ美術館、バルセロナ
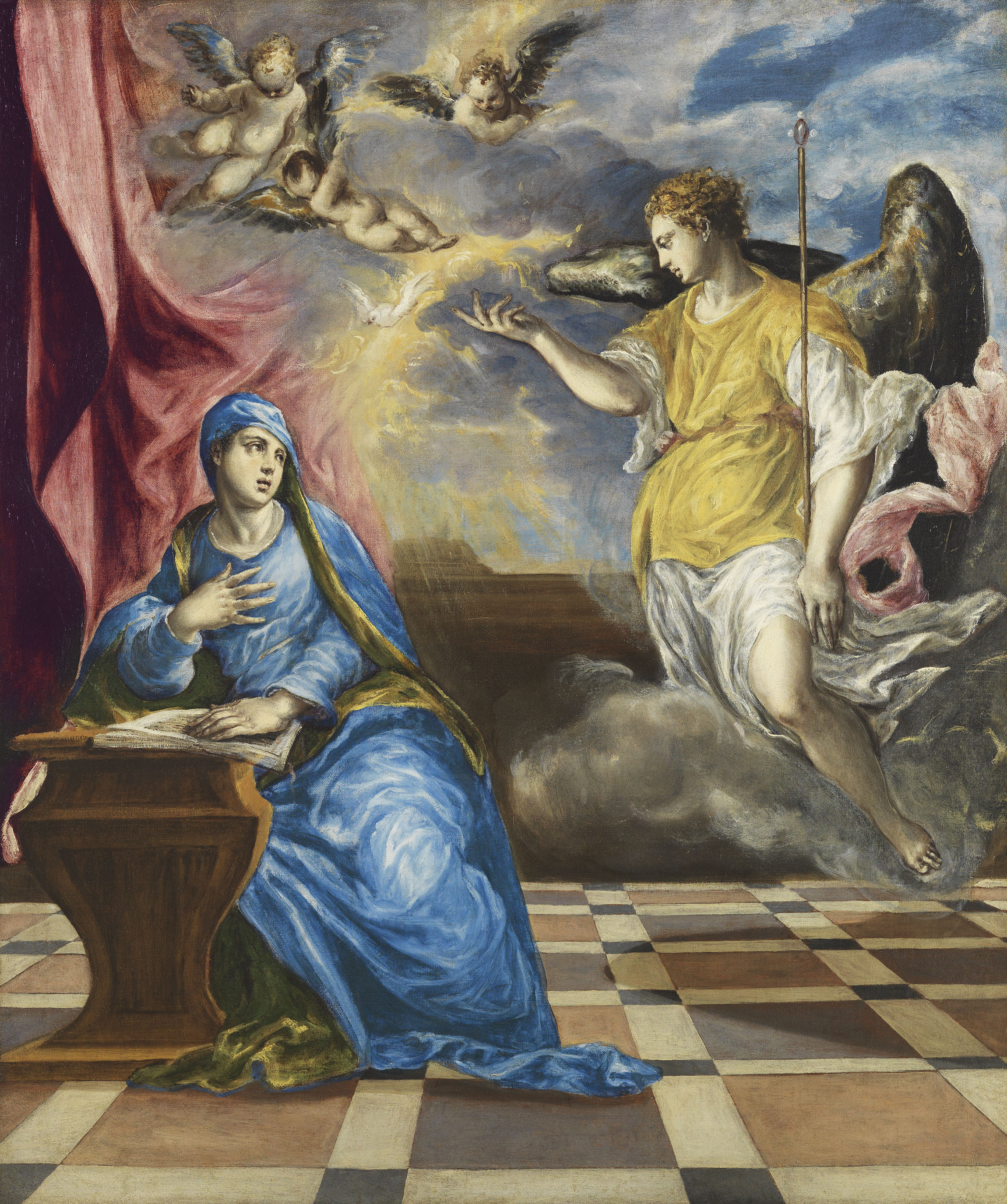
エル・グレコ『受胎告知』（1575-1576年頃）ティッセン＝ボルネミッサ美術館、マドリード